# 大森頼実
大森 頼実（おおもり よりざね）は、江戸時代後期の旗本（寄合）。石高は4500石。

## 生涯
文化8年（1811年）11月15日、三河国吉田藩3代藩主・松平信明の十三男として江戸谷中の吉田藩下屋敷で生まれる。文化9年（1812年）4月11日、近江国三上藩主・遠藤胤統の仮養子となる。文化11年（1814年）4月18日、今度は陸奥国黒石藩主・津軽親足の仮養子となる。
文政2年（1819年）12月27日に旗本・大森頼章の養子となる。天保2年（1831年）9月28日に初めて将軍・家斉に拝謁する。天保11年（1840年）3月24日に火消役となる。同年12月16日、布衣の着用を許される。天保12年（1841年）6月17日、病により御役御免となる。その後の経歴は不明だが、安政3年（1856年）11月28日に嫡子金五郎が家督を相続している。